# Cvijanović Brdo
 Cvijanović Brdo  falu Horvátországban, Károlyváros megyében. Közigazgatásilag Szluinhoz tartozik.

## Fekvése
Károlyvárostól 35 km-re délre, községközpontjától 8 km-re északra, a Kordun területén fekszik.

## Története
Szerb település volt. A falunak 1857-ben 1101, 1910-ben 797 lakosa volt. Trianonig Modrus-Fiume vármegye Szluini járásához tartozott. 1991-ben csatlakozott a krajinai szerb köztársasághoz. 1995-ben a Vihar hadművelet során kirabolták és felégették. A templom is súlyosan megrongálódott. Egykor Srpski Blagaj, Crno Vrelo, Bandino Selo, Glinica, Gornja Glina és Cvijanović Brdo hívei tartoztak ide. Szerb lakossága elmenekült. 2011-ben mindössze 2 lakosa volt.

## Lakosság
| Lakosság változása | Lakosság változása | Lakosság változása | Lakosság változása | Lakosság változása | Lakosság változása | Lakosság változása | Lakosság változása | Lakosság változása | Lakosság változása | Lakosság változása | Lakosság változása | Lakosság változása | Lakosság változása | Lakosság változása | Lakosság változása |
| ------------------ | ------------------ | ------------------ | ------------------ | ------------------ | ------------------ | ------------------ | ------------------ | ------------------ | ------------------ | ------------------ | ------------------ | ------------------ | ------------------ | ------------------ | ------------------ |
| 1857               | 1869               | 1880               | 1890               | 1900               | 1910               | 1921               | 1931               | 1948               | 1953               | 1961               | 1971               | 1981               | 1991               | 2001               | 2011               |
| 1101               | 1244               | 1206               | 895                | 712                | 797                | 498                | 518                | 93                 | 113                | 109                | 87                 | 525                | 311                | 0                  | 2                  |

## Nevezetességei
Szent György vértanú tiszteletére szentelt szerb pravoszláv temploma 1853-ban épült, 1966-ban megújították. 1995-ben a Vihar hadművelet során súlyosan megrongálódott. Azóta üresen áll, régi berendezéséből csak az ikonosztáz kerete maradt meg.